# Ionel Teodoreanu

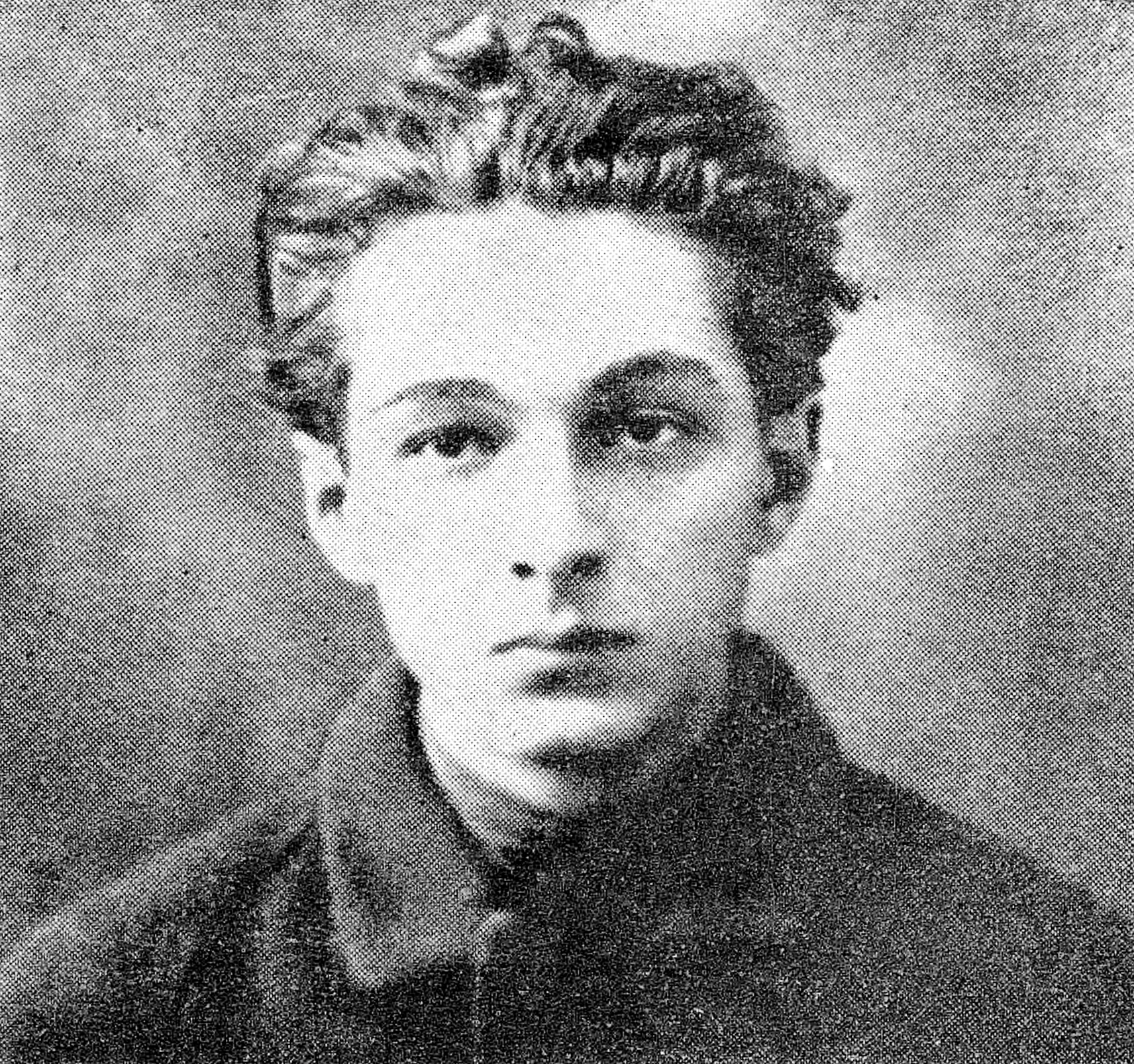
Ionel Teodoreanu (1919)

Ionel Teodoreanu (* 6. Januar 1897 in Iași, Rumänien; † 3. Februar 1954 in Bukarest) war ein rumänischer Schriftsteller und Anwalt.
Seine Werke wurden auch in deutscher Sprache veröffentlicht. Teodoreanu schrieb etwa 20 Bücher; sein bekanntestes Werk ist La Medeleni.

## Werke
- Gasse meiner Kindheit. Bukarest 1971
- Maskenball. Bukarest 1977